# 子宮內膜異位症
子宮內膜異位症（Endometriosis，缩写EMs，中文简称内异症）屬於婦科疾病，指的是本當存在於子宮內的內膜組織卻在子宮外的其他地方生長，多數會在卵巢、輸卵管以及子宮附近的組織，少數的情況也可能發生在身體的其他部位。主要的症狀有骨盆腔疼痛以及不孕。有七成的疼痛感發生在經期，性交時產生疼痛感也很常見，有五成的病人更是罹患了不孕症，少數的病患有排尿或腸部分的病徵，約25%的患者沒有任何症狀。子宮內膜異位症還會對病人的社交生活與心靈造成影響。
造成子宮內膜異位症的原因尚未有定論，但危險因子包括有家族病史等。大多數的病患在患病後在卵巢、輸卵管和子宮周圍的組織會有感染與影響，而且，甚至有極少數的患者在身體的其他部位也會產生感染。每個月因子宮內膜異位症造成出血的部位會有發炎與留疤，促進此疾病生長的細胞不是癌症。診斷常是依據症狀並結合血液檢測及醫學影像技術。然而活體組織切片是所有檢驗當中最精確的方法。會引起相同症狀的疾病包括有：骨盆腔發炎、大腸激躁症、間質性膀胱炎，和纖維肌痛。子宮內膜異位症很容易被誤診，許多病患被告知這些症狀是微小或是正常的。
一些實驗證據顯示，服用複合口服避孕藥能降低罹患子宮內膜異位症的機率，大量的運動以及避免飲用大量酒精飲料也同樣有預防效果。目前沒有針對此症而開發的特效藥，但有多項醫療方法可改善症狀 。上述提到的方法包括有使用止痛藥、賀爾蒙藥物或透過手術來達到幫助病人的目的。推薦患者服用的止痛藥通常為例如萘普生類的非類固醇類抗發炎藥。連續使用避孕藥中的活性成分或裝設子宮內避孕器都視為對抗子宮內膜異位症的有效方法。促性腺刺激素拮抗劑能多少協助因罹患此疾病而不孕的婦女懷孕。對於症狀無法藉由藥物來控制的病患，只能考慮進行手術了。
2015年，全球估計有1080萬人罹患子宮內膜異位症。目前估計約有6-10%的婦女有子宮內膜異位症的困擾，病患多為30-40歲的女性，然而8歲的女孩就有可能罹患此疾病了。有些微的致死率，而在2013年時，約造成200名患者死亡。1920年代，第一次將子宮內膜異位症認定為一種疾病，在那之前，子宮內膜異位症都覺得和子宮肌腺瘤是相同的，對於誰是第一個明確描述此惡疾的，尚未有一個定論。

## 症狀

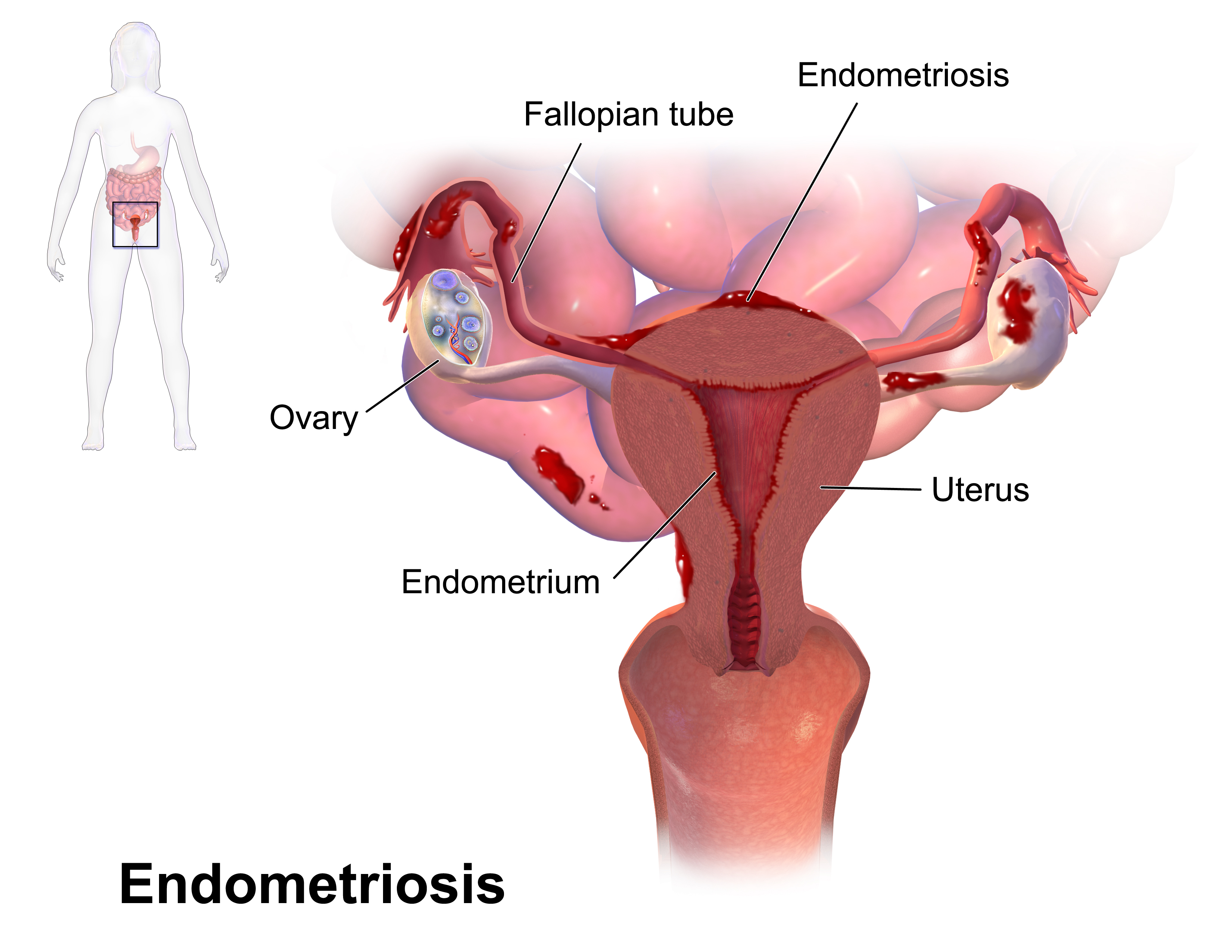
子宮內膜異位症的圖示

患有此症的女性，約有20–25%沒有症狀，常見的症狀包括骨盆腔疼痛和不孕。

### 骨盆腔疼痛
子宮異位症的主要症狀為復發性的骨盆疼痛。疼痛可以從輕度到重度、痙攣甚至刺痛的程度，會發生於骨盆兩側，以及後背下方，直腸甚至是腿部。疼痛程度與患者病情嚴重程度（第一期到第四期）無關，有些患者感受輕微疼痛，或者没有疼痛，但是已經是重度子宮內膜異位症；有些患者承受巨大的疼痛，但是只患有輕度症狀。最疼痛莫過於是經痛，可能月經來前一週就會開始疼痛，甚至延續到月經結束後一周，這樣的疼痛會使人削弱，導致情緒壓力。子宮內膜異位症相關的疼痛症狀包含：
經痛：疼痛會隨著時間越來越嚴重，下背疼痛延伸到骨盆腔。
慢性骨盆腔疼痛：會伴隨著下背疼痛或是腹部疼痛。
性交困難：疼痛的性交過程。
排尿困難：尿急、頻尿，有時候排尿疼痛。
排卵疼痛：排卵時下腹部或骨盆腔疼痛，可以是幾小時甚至到2-3天。
身體運動疼痛：在運動時、站立時或是走路時會有疼痛。
患有深層子宮內膜異位症的女性，跟表層患者相比，更有可能有直腸疼痛和內臟被往下拉的感覺。疼痛的部位、強度與手術診斷的結果無關，疼痛的範圍也跟內膜異位的範圍無關。
疼痛的原因有很多種，異位的子宮內膜在受到月經期的賀爾蒙刺激後會流血，這些血液若沒有被免疫系統清除，則會累積在體內造成腫脹，刺激發炎機制，包含細胞激素的活化，導致疼痛。另一個疼痛的原因是由於器官間的沾黏導致位移，卵巢、子宮、輸卵管、腹膜、膀胱可能會被綁在一起，此原因造成的疼痛可以持續整個月經週期，而不僅是在月經期。
另外，子宮內膜異位病灶會發展出自己的神經，可以與中央神經系統直接或間接連接，產生個體間不同的疼痛程度。神經纖維跟血管可以透過神經血管新生的途徑生長於子宮內膜異位病灶。

### 不孕
有三分之一的不孕症女性患有子宮內膜異位症，有40%的子宮內膜異位症患者患有不孕症。不孕症的病理原因與疾病嚴重程度有關：早期的子宮內膜異位症造成的不孕可能與慢性發炎反應有關，影響受精到懷孕的過程；晚期的子宮內膜異位症則可能是因為沾黏或不正常的骨盆解剖。

### 其他
其他的症狀包含腹瀉、便秘、慢性疲勞、噁心和嘔吐、頭痛、低燒、過多和/或不規則經期，以及低血糖症。
有些癌症種類跟子宮內膜異位症有關聯，最相關的是卵巢癌，再來是非霍奇金氏淋巴瘤與腦癌，而子宮內膜癌與子宮內膜異位症的關係目前仍在爭論中，有研究認為兩者沒有關係，但仍有一部分研究認為子宮內膜異位症會增加子宮內膜癌的風險。
子宮內膜異位組織有非常小的機率在其他身體部位發現，胸腔內子宮內膜異位症因子宮內膜組織異位到肺部或是胸膜，會有咳血、氣胸或胸膜腔流血。

## 診斷
在英國，子宮內膜異位症病患從第一次看診到明確被確診平均延誤7.5年。

### 超音波
腹部超音波可以看到大的子宮內膜瘤，但是小的子宮內膜異位病灶無法用超音波的方式被檢測出。
陰道超音波較能診斷子宮內膜異位症，可以用來評估是否要進行手術治療，價格不貴、簡單操作、沒有禁忌症，且不需要事前準備。醫療人員需要具有專業的經驗才能進行陰道超音波檢查，將超音波的檢查擴展到前部與後部的骨盆腔，可以檢查結構的活動性以及尋找深層浸潤型子宮內膜異位結節，觀察結節之大小、距離肛門之遠近。目前超音波對於深層浸潤型子宮內膜異的進步不只可以減低腹腔鏡確診的案例，還可以增加患者的生活品質。但許多病患陰道超音波結果為正常，因為陰道超音波很難看到第一期子宮內膜異位症。

### 實驗室檢驗
血清癌症抗原CA-125的濃度可以做為子宮內膜異位症的篩檢指標（大於35 units/Ml），雖然此指標並非診斷標準。不只是子宮內膜異位症會用CA-125做為篩檢指標，其他婦科疾病，例如卵巢癌等也會使用CA-125，因此美國婦產科醫學會指出CA-125在臨床使用上有所限制。
血清等位抗胰蛋白酶（isoAAT）可以作為早期子宮內膜異位症的篩檢指標，指數不受子宮肌腺症、子宮肌瘤影響，且不受月經影響，但目前還未被臨床廣泛使用。

### 核磁共振攝影(MRI)
MRI是另一種非侵入性的檢測方法，能夠檢測深部和細小子宮內膜異位病變。由於其成本和使用上有限制，而未被廣泛使用。

### 腹腔鏡
腹腔鏡是唯一被醫學界認可的診斷方式，使用攝像頭觀察腹腔內部，可以得知子宮內膜異位症的嚴重程度及影響範圍。腹腔鏡可以將病灶視覺化，若無法用視覺判斷，活體切片可以幫助診斷。腹腔鏡診斷同時還可以手術清除病灶。
病灶在腹腔鏡底下看起來可以是深藍色、黑粉末狀、紅色、白色、黃色、褐色或無色，而體積可大可小。有些在骨盆壁內的病灶無法觀察到，有6-13%的不孕症病患雖腹腔觀察正常，但活檢結果卻是子宮內膜異位症。早期的子宮內膜異位症通常發生在骨盆腔內的器官表層以及腹內空間，在卵巢的子宮內膜異位稱作子宮內膜異位瘤，或是巧克力囊腫，巧克力的命名來源是因為囊腫內含有濃稠的咖啡色液體，由長期累積之血液組成。